# Teenage Mutant Ninja Turtles: Music from the Motion Picture
Teenage Mutant Ninja Turtles: Music from the Motion Picture är filmmusiken till filmen TMNT från 2007. Filmmusikalbumet släpptes på Atlantic Recordsden 20 mars 2007, och innehöll 14 spår från filmen. Precis som filmen innehåller omslaget titeln TMNT även om albumtiteln är hela namnet.
Till skillnad från sina föregångare från 1990, 1991 och 1993, som främst innehöll hiphop och techno, innehåller detta enbart rock. Dock innehåller den två låtar skrivna av Klaus Badelt, precis som föregångarna.

## Låtlista
1. "Shell Shock" (Gym Class Heroes)
2. "Rip It Up" (Jet)
3. "There's a Class for This" (Cute Is What We Aim For)
4. "Awww Dip" (Cobra Starship)
5. "Roses" (Meg & Dia)
6. "Bring Me Along" (Pepper)
7. "Fall Back Into My Life" (Amber Pacific)
8. "Red Flag" (Billy Talent)
9. "Walking on Water" (This Providence)
10. "Youth Like Tigers" (Ever We Fall)
11. "Lights Out (Chris Vrenna Remix)" (P.O.D.)
12. "Black Betty" (Big City Rock)
13. "I Love Being A Turtle (Score)" (Klaus Badelt)
14. "Nightwatcher (Score)" (Klaus Badelt)

### Fotnoter
1. ↑  ”Original Soundtrack Teenage Mutant Ninja Turtles [2007 Soundtrack”] (på engelska). Allmusic. 13 mars 2007. http://www.allmusic.com/album/teenage-mutant-ninja-turtles-2007-soundtrack-mw0000746163. Läst 27 december 2015.